# 米德韋 (阿肯色州懷特縣鄰近普萊森特普萊恩斯)
米德韋（英語：Midway）是位於美國阿肯色州懷特縣的一個非建制地區。該地的面積和人口皆未知。

## 地理
米德韋的座標為35°31′04″N 91°36′03″W / 35.51778°N 91.60083°W，而該地的平均海拔高度為185米（即607英尺）。